# Герб Нізи
Ге́рб Ні́зи — офіційний символ містечка Ніза, Португалія. Використовується як територіальний герб. У пурпуровому щиті золотий замок із трьома баштами, пурпуровими вікнами і брамою. Над ним червоний Яківський хрест, обабіч якого малий герб Португалії праворуч та срібний півмісяць ліворуч, рогами від центру. Над малим гербом і півмісяцем висять дві срібні шестикутні зірки. Щит увінчує срібна мурована містечкова корона з чотирма вежами.  Під щитом біла стрічка, на якій великими літерами напис португальською: «notável vila de Nisa» (видатне містечко Ніза).  Офіційно затверджений 4 березня 1988 року.  

## Галерея

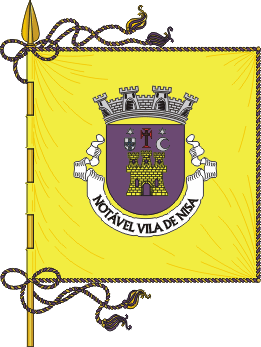
Прапор